# Helen Mary
Helen Mary, född 14 mars 1977 i Kerala, är en inte längre aktiv indisk landhockeyspelare (målvakt).
Hon ingick från 1992 till 2006 i Indiens damlandslag i landhockey som vann bland annat guldmedaljen i Samväldesspelen 2002, guldmedaljen i Hockey Asia Cup 2004 och silvermedaljen i Asiatiska spelen 1998.
2004 fick hon den utmärkelsen Arjuna Award.